# Sexto Lusiano Próculo
Sexto Lusiano Próculo (en latín, Sextus Lusianus Proculus) fue un político romano que desarrolló su cursus honorum a finales del siglo I, bajo los imperios de Vespasiano, Tito, Domiciano y Nerva

## Carrera política
Su primer cargo conocido fue el de consul suffectus en 93. Después, fue nombrado gobernador de la provincia Germania Superior, y, posiblemente, fue destituido por Nerva en 97 en favor del futuro emperador Trajano.
Dión Casio, respecto de un viejo senador (en griego βουλευτὴς γέρων) llamado en los manuscritos en griego Λουσιανὸς Πρόκλος, afirma que fue obligado por Domiciano a acompañarlo desde el campo en el contexto de la supresión de la revuelta de Lucio Antonio Saturnino en 89, aunque se le permitió volver a sus posesiones rurales al recibirse la noticia del aplastamiento de la revuelta y la ejecución del rebelde.